# 15453 Brasileirinhos
15453 Brasileirinhos eller 1998 XD96 är en asteroid i huvudbältet som upptäcktes den 12 december 1998 av den venezolanske astronomen Orlando A. Naranjo vid Observatorio Astronómico Nacional de Llano del Hato. Den är uppkallad efter Brasileirinhos.
Asteroiden har en diameter på ungefär 4 kilometer och den tillhör asteroidgruppen Koronis.